# Marek Piechocki
Marek Piechocki (ur. 5 lutego 1961 w Kartuzach) – polski przedsiębiorca, współzałożyciel, prezes zarządu i do 2018 jeden z dwóch głównych osobowych akcjonariuszy spółki LPP.

## Życiorys
Pochodzi z rodziny technicznej i przedsiębiorców – ojciec był inżynierem leśnikiem, matka prowadziła własny sklep typu "zieleniak" (warzywny). Studiował na Politechnice Gdańskiej budownictwo, w 1985 wyjechał do RFN, gdzie studiował na Politechnice Brunszwickiej, a jednocześnie pracował w restauracji. Absolwent Advanced Management Program (AMP) na IESE Business School (2008).
Według danych Forbesa po ukończeniu Politechniki Gdańskiej rozpoczął pracę zawodową w 1988 jako asystent konstruktora w Zakładzie Elektrotechnicznym, a w 1991 w Przedsiębiorstwie Handlowym ETA był zastępcą dyrektora ds. handlowych. W 1990 zaczął równolegle prowadzić własną działalność gospodarczą. W 1991 wraz z Jerzym Lubiańcem założył przedsiębiorstwo Mistral, które w 1995 zostało przekształcone w spółkę LPP.
W 2013 tygodnik Forbes zaliczył go do grona najbogatszych  mieszkańców Gdańska oraz uplasował na 13. miejscu w rankingu najbogatszych Polaków. LPP jest właścicielem takich marek jak Reserved, Cropp, House i Mohito, a także zarządza siecią sklepów tych marek w Polsce i za granicą. W 2017 Gazeta Wyborcza uznała go za najbogatszego mieszkańca Trójmiasta. Był też współudziałowcem spółki LPP Tex będącej właścicielem marki Home&You. 20 lipca 2018 przeniósł wszystkie posiadane akcje spółki LPP do fundacji Semper Simul Foundation.
W latach 2019–2020 zasiadał w Radzie Politechniki Gdańskiej.

## Nagrody i wyróżnienia
- Najskuteczniejszy CEO w Polsce - Harvard Business Review (2013)[9];
- Personality of the Year - Nagroda SCF 2018 Retailers’ Awards[10];
- Statuetka Złotego Oxera - Nagroda Pracodawców Pomorza (2019) za wybitne osiągnięcia i pokonywanie przeszkód w budowaniu firmy[11].